# Маскелайн (лунный кратер)
Кратер Маскелайн (лат. Maskelyne) — небольшой ударный кратер в южной части Моря Спокойствия на видимой стороне Луны. Название присвоено в честь английского астронома Невила Маскелайна (1732—1811) и утверждено Международным астрономическим союзом в 1935 г.

## Описание кратера

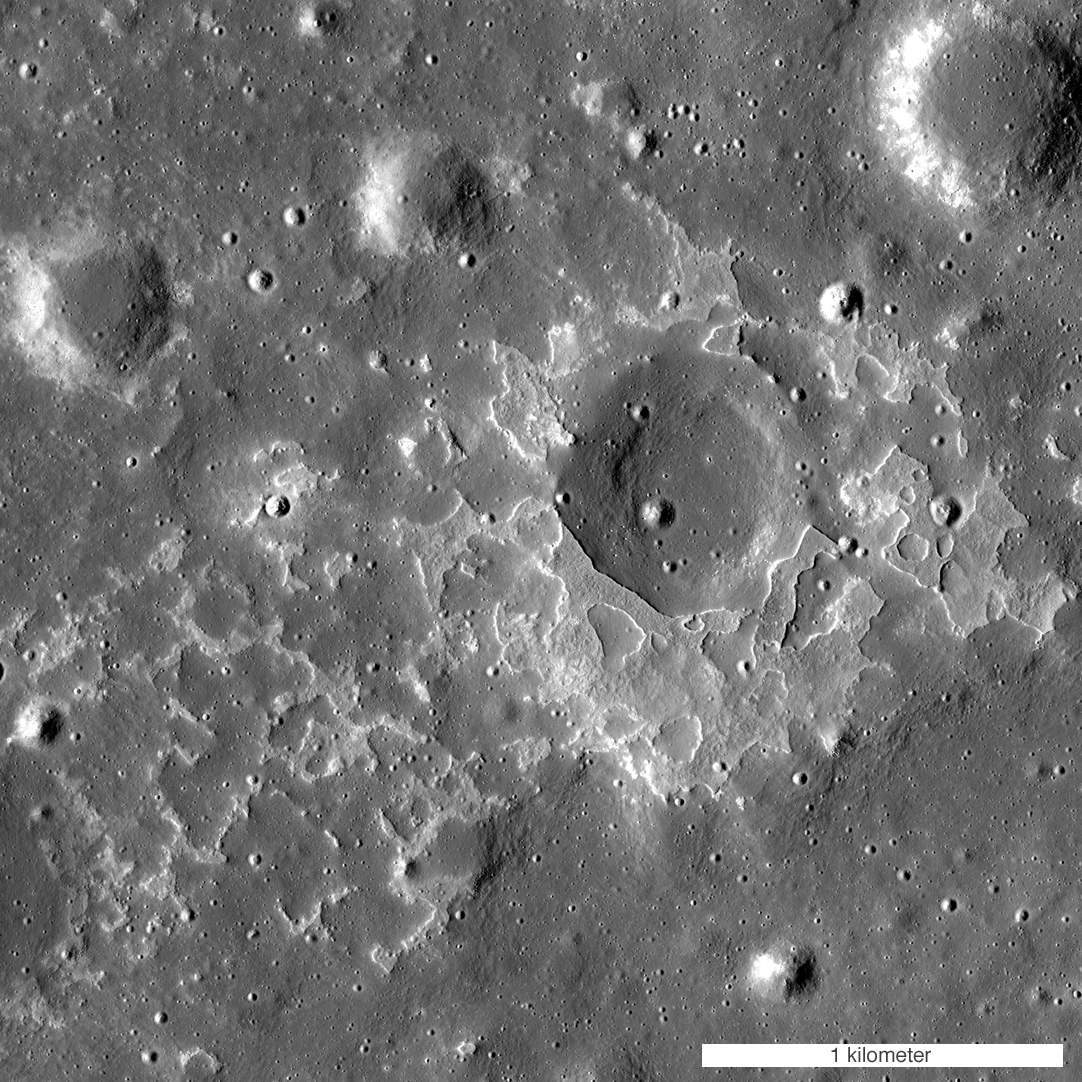
Вулканические отложения на северо-востоке от кратера Маскелайн. Снимок зонда Lunar Reconnaissance Orbiter.

Ближайшими соседями кратера являются кратер Армстронг на западе; кратер Ламонт на западе-северо-западе; кратер Валлах на северо-востоке; кратер Цензорин на юго-востоке; кратер Торричелли на юге-юго-западе и кратер Мольтке на западе-юго-западе. На юге от кратера Маскелайн находится Залив Суровости. Селенографические координаты центра кратера 2°10′ с. ш. 30°02′ в. д. / 2,16° с. ш. 30,04° в. д., диаметр 22,4 км, глубина 2500 м.
Кратер Маскелайн имеет полигональную форму и практически не разрушен. Вал с четко очерченной острой кромкой, внутренний склон с остатками террасовидной структуры. Высота вала над окружающей местностью достигает 820 м, объем кратера составляет приблизительно 330 км³. Дно чаши пересеченное, в центре чаши расположена группа невысоких холмов. Кратер Маскелайн относится к числу кратеров, в которых зарегистрированы температурные аномалии во время затмений. Объясняется это тем, что подобные кратеры имеют небольшой возраст и скалы не успели покрыться реголитом, оказывающим термоизолирующее действие.
На северо-востоке от кратера, в районе с центром в точке с селенографическими координатами 4°20′ с. ш. 33°45′ в. д. / 4,33° с. ш. 33,75° в. д., обнаружены вулканические отложения возраст которых оценивается менее чем в 100 миллионов лет, т.е. их образование произошло значительно позже чем в ранее предполагавшийся конец периода вулканической активности на Луне.

## Сателлитные кратеры
| Маскелайн | Координаты                                          | Диаметр, км |
| --------- | --------------------------------------------------- | ----------- |
| A         | 0°02′ с. ш. 34°05′ в. д. / 0,03° с. ш. 34,09° в. д. | 29,4        |
| B         | 1°58′ с. ш. 28°58′ в. д. / 1,97° с. ш. 28,96° в. д. | 8,3         |
| C         | 1°04′ с. ш. 32°40′ в. д. / 1,07° с. ш. 32,67° в. д. | 9,1         |
| D         | 2°25′ с. ш. 32°27′ в. д. / 2,41° с. ш. 32,45° в. д. | 31,7        |
| F         | 4°11′ с. ш. 35°18′ в. д. / 4,18° с. ш. 35,3° в. д.  | 20,9        |
| G         | 2°18′ с. ш. 26°42′ в. д. / 2,3° с. ш. 26,7° в. д.   | 5,9         |
| J         | 3°08′ с. ш. 32°38′ в. д. / 3,14° с. ш. 32,63° в. д. | 3,7         |
| K         | 3°14′ с. ш. 29°41′ в. д. / 3,23° с. ш. 29,69° в. д. | 5,4         |
| M         | 7°48′ с. ш. 27°53′ в. д. / 7,8° с. ш. 27,88° в. д.  | 7,3         |
| N         | 5°21′ с. ш. 30°22′ в. д. / 5,35° с. ш. 30,36° в. д. | 4,4         |
| P         | 0°28′ с. ш. 34°08′ в. д. / 0,47° с. ш. 34,14° в. д. | 8,5         |
| R         | 3°00′ с. ш. 31°20′ в. д. / 3° с. ш. 31,33° в. д.    | 12,4        |
| T         | 0°02′ ю. ш. 36°35′ в. д. / 0,04° ю. ш. 36,59° в. д. | 5,2         |
| W         | 0°48′ с. ш. 29°13′ в. д. / 0,8° с. ш. 29,21° в. д.  | 4,2         |
| X         | 1°16′ с. ш. 27°24′ в. д. / 1,27° с. ш. 27,4° в. д.  | 3,7         |
| Y         | 1°44′ с. ш. 28°10′ в. д. / 1,73° с. ш. 28,16° в. д. | 4,3         |

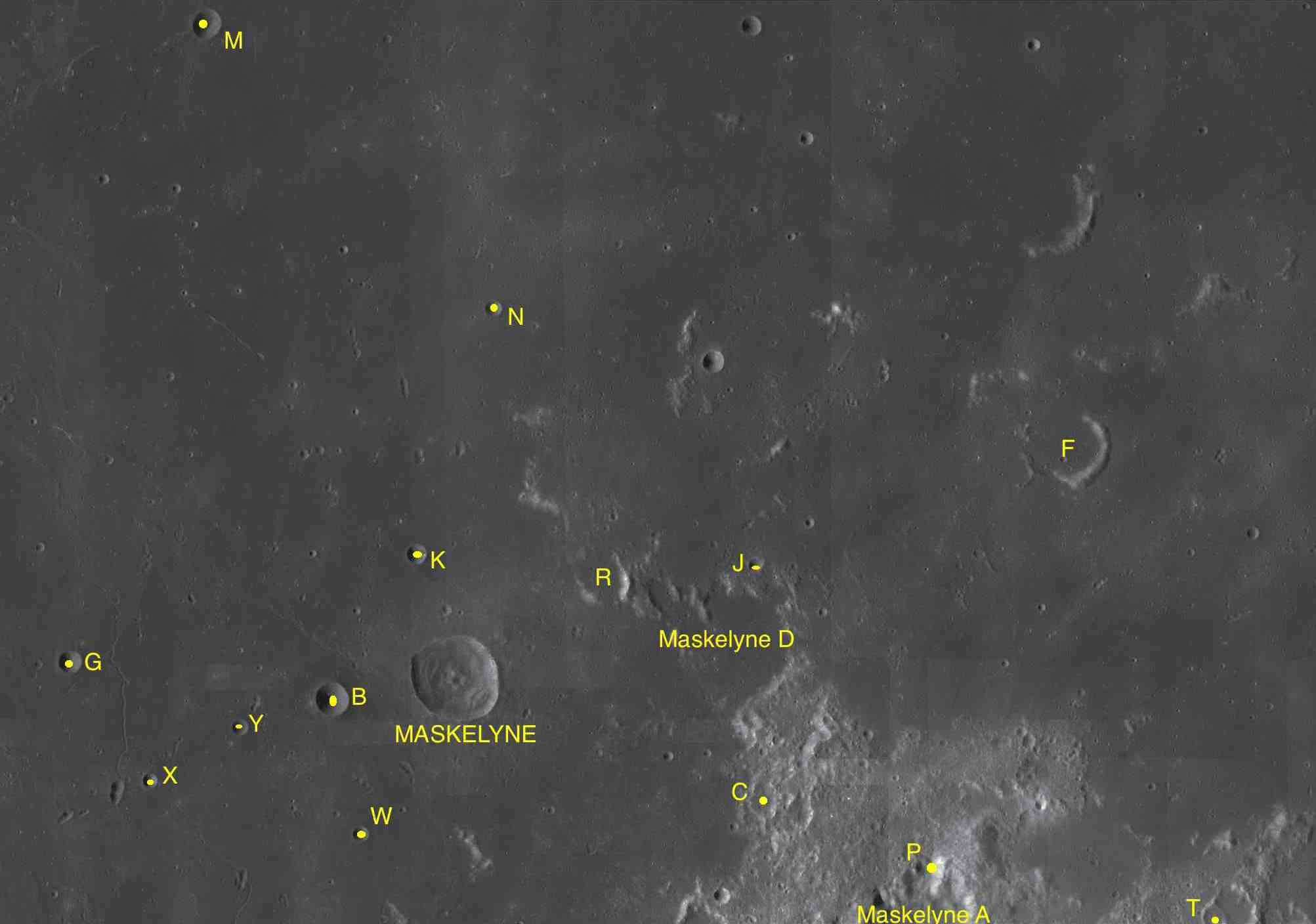
Фрагменты карт LAC-60, LAC-61.

- Сателлитный кратер Маскелайн АС в 1979 г. переименован Международным астрономическим союзом в кратер Мензел.

## См.также
- Список кратеров на Луне
- Лунный кратер
- Морфологический каталог кратеров Луны
- Планетная номенклатура
- Селенография
- Минералогия Луны
- Геология Луны
- Поздняя тяжёлая бомбардировка